# 英格蘭足球聯賽領隊協會
英格蘭足球聯賽領隊協會（League Managers Association，簡稱LMA）是共同地代表全體英國足球中的英格蘭超級聯賽（Premier League）及英格蘭聯賽（The Football League）的領隊的組織。聯賽領隊協會現任會長是，行政總裁是（Richard Bevan）及主席為。

## 歷史
英國足球在1992年有翻天覆地的轉變，包括英格蘭超級聯賽脫離英格蘭聯賽獨立及天空電視（Sky Television）採用卫星电视轉播足球比賽等，有感需要有渠道代表全體英超及英格蘭聯賽的領隊發表意見，因而促使成立聯賽領隊協會。

## 架構
聯賽領隊協會的會長習慣上由英格蘭足球代表隊的領隊擔任。

### 非執行成員
會長：
- （Fabio Capello）

副會長
- 约翰·巴恩威尔（John Barnwell）
- （Lawrie McMenemy）

### 執行成員
行政總裁
- （Richard Bevan）

副行政總裁
- （Olaf Dixon）

主席
- （Howard Wilkinson）

副主席
- （Frank Clark）

執行委員會
- （Sam Allardyce）
- （Dave Bassett）
- （Alan Curbishley）
- （Alex Ferguson）
- （Brian Flynn）
- 大衛·莫耶斯（David Moyes）
- （David Pleat）
- （Lawrie Sanchez）
- （John Ward）

### 會員
聯賽領隊協會的會員來自英超（20隊）及英格蘭聯賽屬下三個級別聯賽，包括英冠（24隊）、英甲（24隊）及英乙（24隊），合共92支球隊的領隊。

## 獎項
聯賽領隊協會在球季中每個月每個級別（英超、英冠、英甲及英乙）頒發「每月最佳領隊」（Manager of the Month）。而由主席聯同、（Joe Royle）、（Dave Bassett）及（Brian Flynn）組成的五人「每週最佳表現評選小組」（Performance of the Week panel）會選出每星期有突出表現的球隊領隊頒予「每週最佳表現獎」（F&C Performance of the Week）。而集合由全部92名領隊一起評選的「表現統計榜」（The Newfound Resorts Managers' Performance table）則每3個月作一次總結。
聯賽領隊協會於每年5月舉辦年度頒獎晚宴，頒發以下獎項：
- 聯賽領隊協會年度最佳領隊（LMA Manager of the Year Award）
- 巴克萊超級聯賽年度最佳領隊（Barclays Premier League Manager of the Year Award）
- 可口可樂冠軍聯賽年度最佳領隊（Coca-Cola Championship Manager of the Year Award）
- 可口可樂甲級聯賽年度最佳領隊（Coca-Cola League 1 Manager of the Year Award）
- 可口可樂乙級聯賽年度最佳領隊（Coca-Cola League 2 Manager of the Year Award）
- 聯賽領隊協會特別獎（LMA Special Award）

## 外部連結
- LMA官方網站 （页面存档备份，存于）